# Bo Börjesson
Bo Göran Börjesson (ur. 1 grudnia 1949 w Alnön) – szwedzki piłkarz występujący na pozycji pomocnika.
W barwach Örgryte IS i IFK Sundsvall rozegrał łącznie 181 spotkań i zdobył 22 bramki w Allsvenskan.
W reprezentacji Szwecji zadebiutował 11 sierpnia 1976 w wygranym 6:0 towarzyskim meczu z Finlandią i strzelił wówczas gola. W latach 1976–1981 w drużynie narodowej rozegrał 23 spotkania i zdobył pięć bramek.